# Els Corralets (Serradell)
Els Corralets és un indret del terme municipal de Conca de Dalt, a l'antic terme de Toralla i Serradell, al Pallars Jussà, en territori del poble de Serradell.
Està situat al nord-oest de Serradell, a l'esquerra de la llau de les Tres Peires i a la dreta del barranc de les Boïgues, prop de la intersecció d'aquests dos cursos d'aigua. És al capdavall d'un dels contraforts meridionals de la Muntanya de Sant Aleix, a ponent de l'Obaga de Costes.
És dins de l'àmbit de l'espai natural de la Vall Alta de Serradell - Terreta - Serra de Sant Gervàs.